# Dophei-orde
De dophei-orde (Ericetalia tetralicis) is een orde uit de klasse van hoogveenbulten en natte heiden (Oxycocco-Sphagnetea). De orde omvat plantengemeenschappen van de natte heide.

## Naamgeving en codering
| Sphagno-Ericetalia tetralicis |

- Duits: Ordnung der Nordwesteuropäischen Heidemoore
- Syntaxoncode voor Nederland (rVvN): r11A

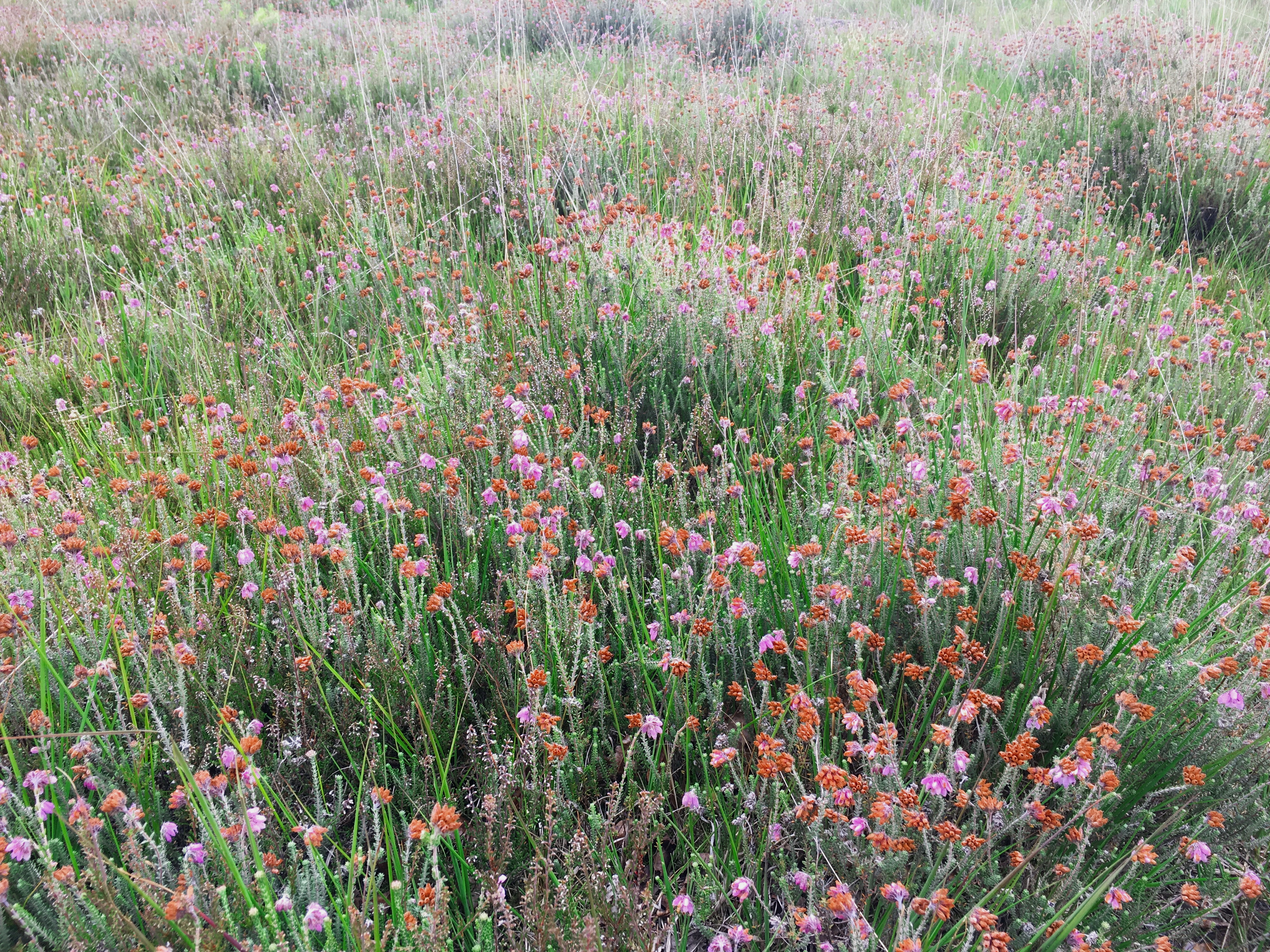
Gewone dophei in bloei, hier in de associatie van gewone dophei.

De wetenschappelijke naam Ericetalia tetralicis is afgeleid van de botanische naam van de meest dominante soort binnen het verbond, de gewone dophei (Erica tetralix).

## Kenmerken
Voor de kenmerken van deze orde in Nederland en Vlaanderen, zie het dophei-verbond.

## Onderliggende syntaxa in Nederland en Vlaanderen
De dophei-orde wordt in Nederland en Vlaanderen vertegenwoordigd door maar één verbond waarvan er alhier drie onderliggende associaties voorkomen.
- - dophei-verbond (Ericion tetralicis)
    - associatie van moeraswolfsklauw en snavelbies (Lycopodio-Rhynchosporetum)
    - associatie van gewone dophei (Ericetum tetralicis)
    - associatie van kraaihei en gewone dophei (Empetro-Ericetum)

## Diagnostische taxa voor Nederland en Vlaanderen
De dophei-orde heeft voor Nederland en Vlaanderen geen specifieke kentaxa.

## Fotogalerij

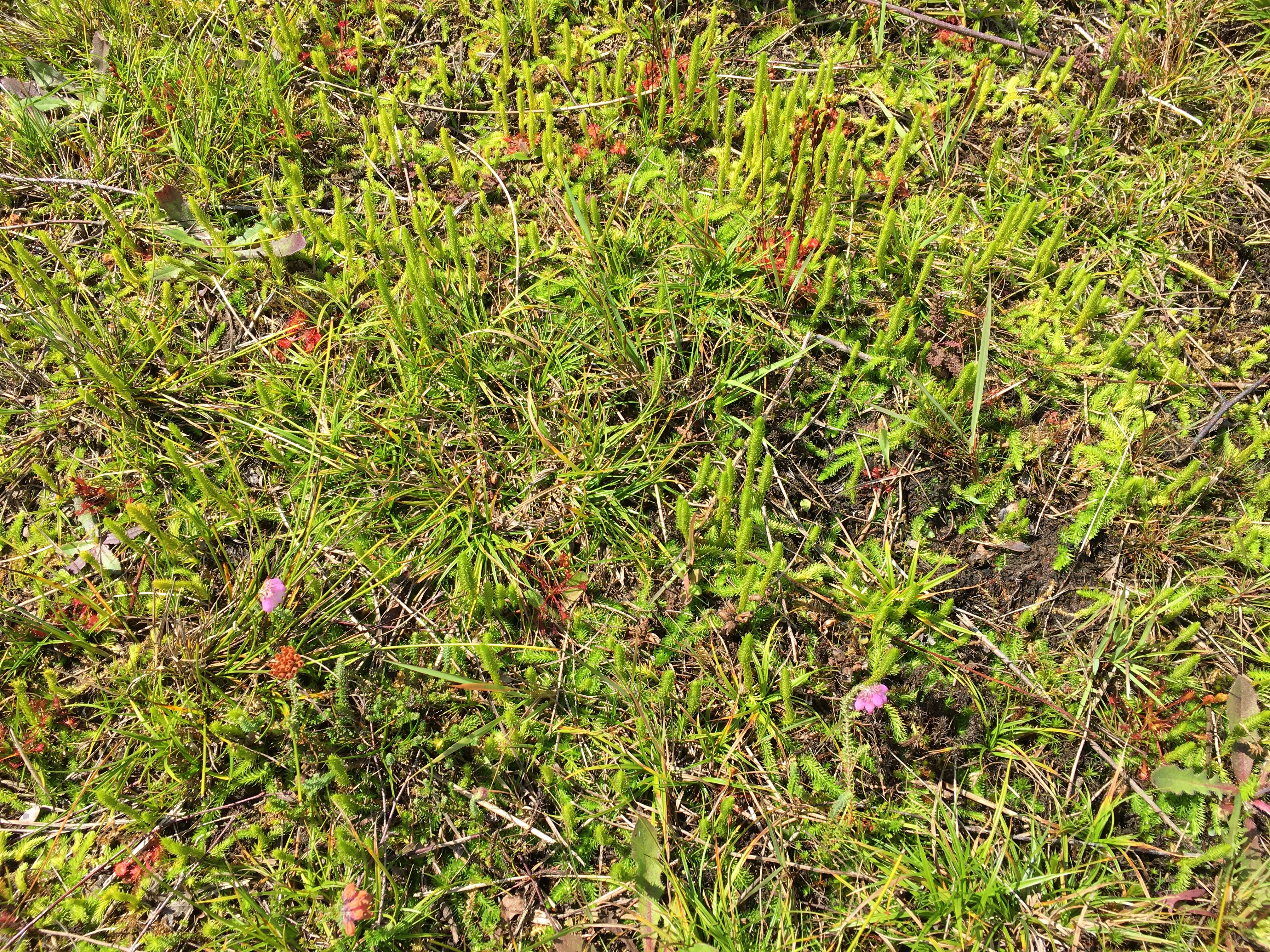
Associatie van moeraswolfsklauw en snavelbies
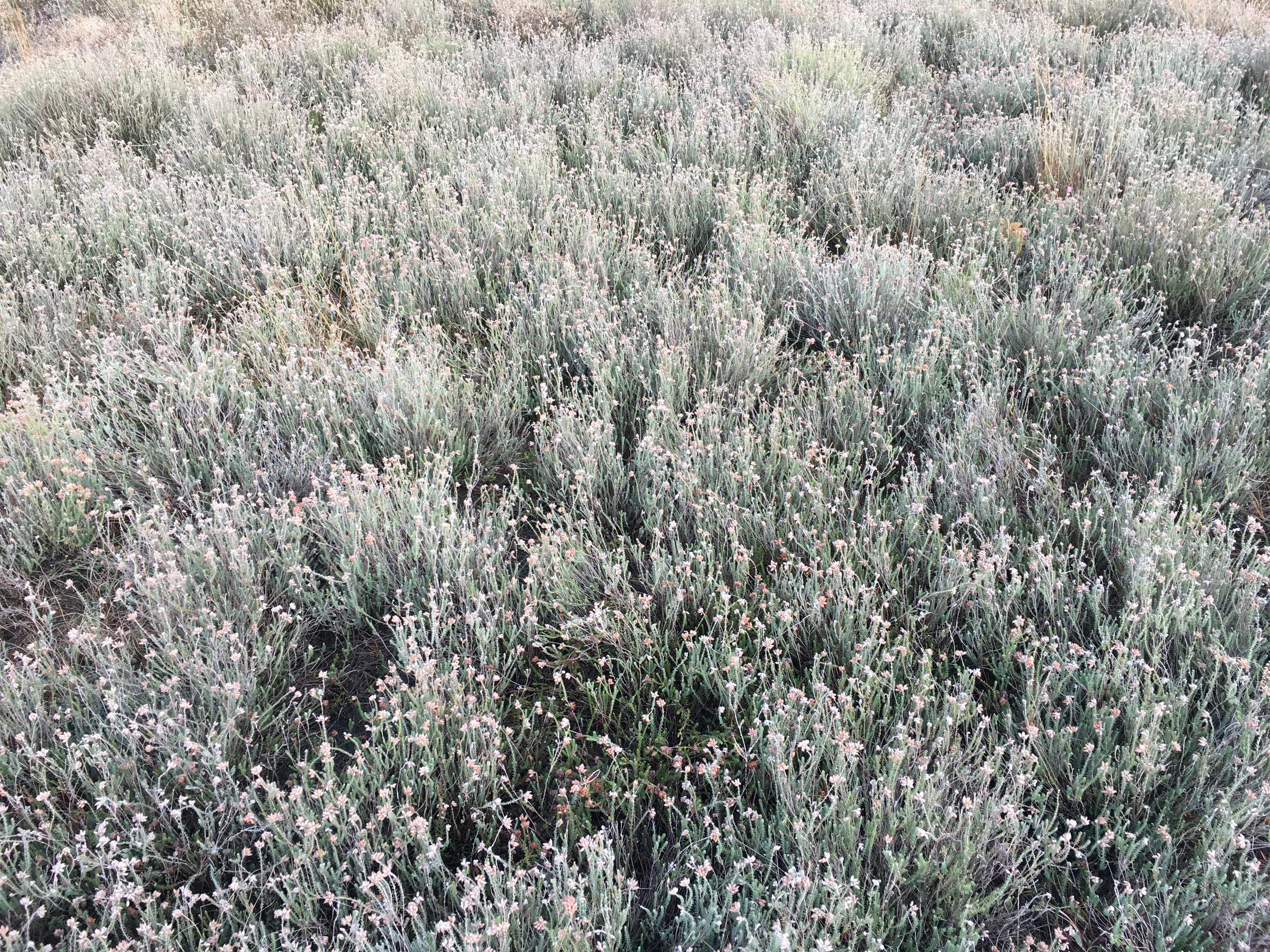
Winteraspect van de associatie van gewone dophei
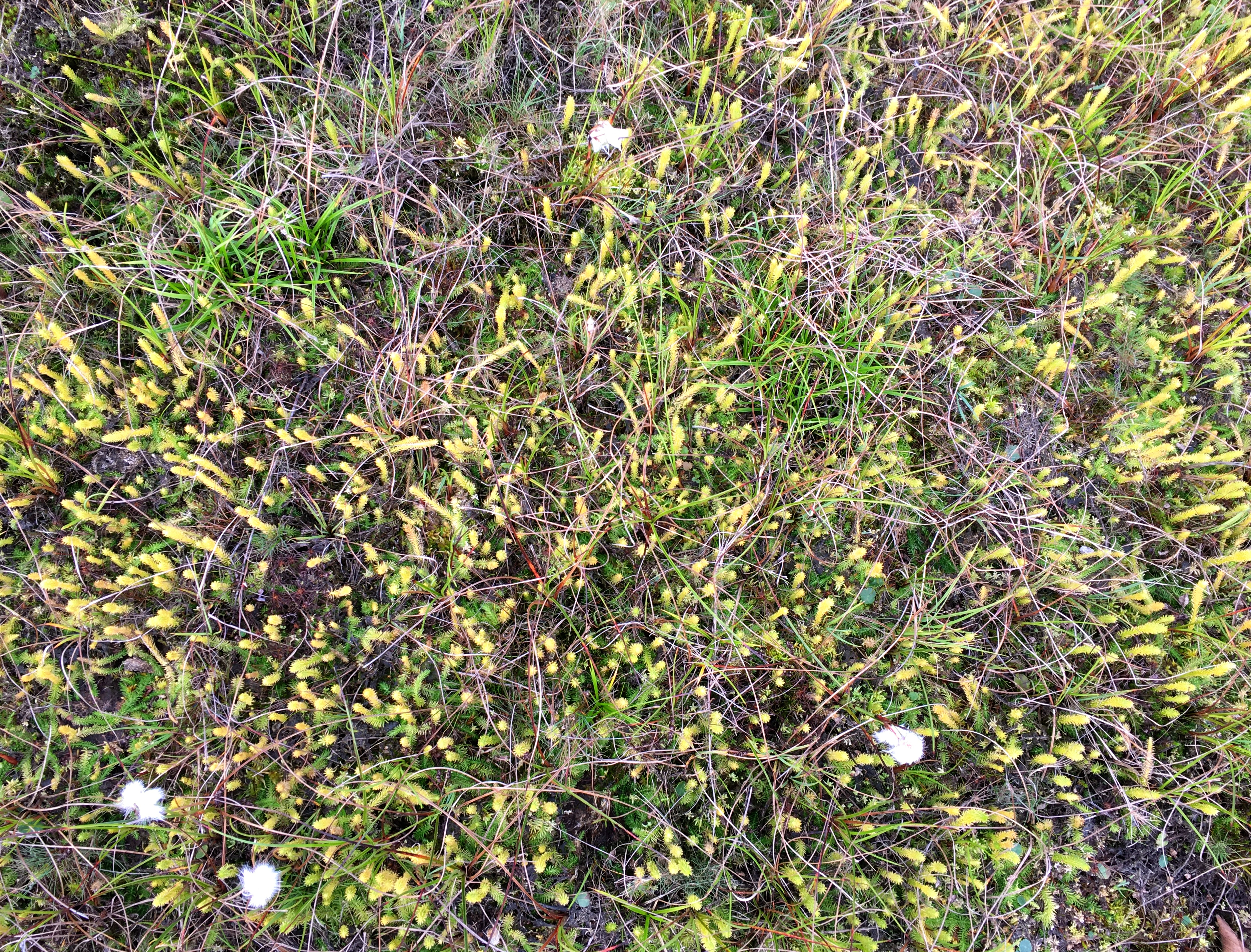
Herfstaspect van de associatie van moeraswolfsklauw en snavelbies
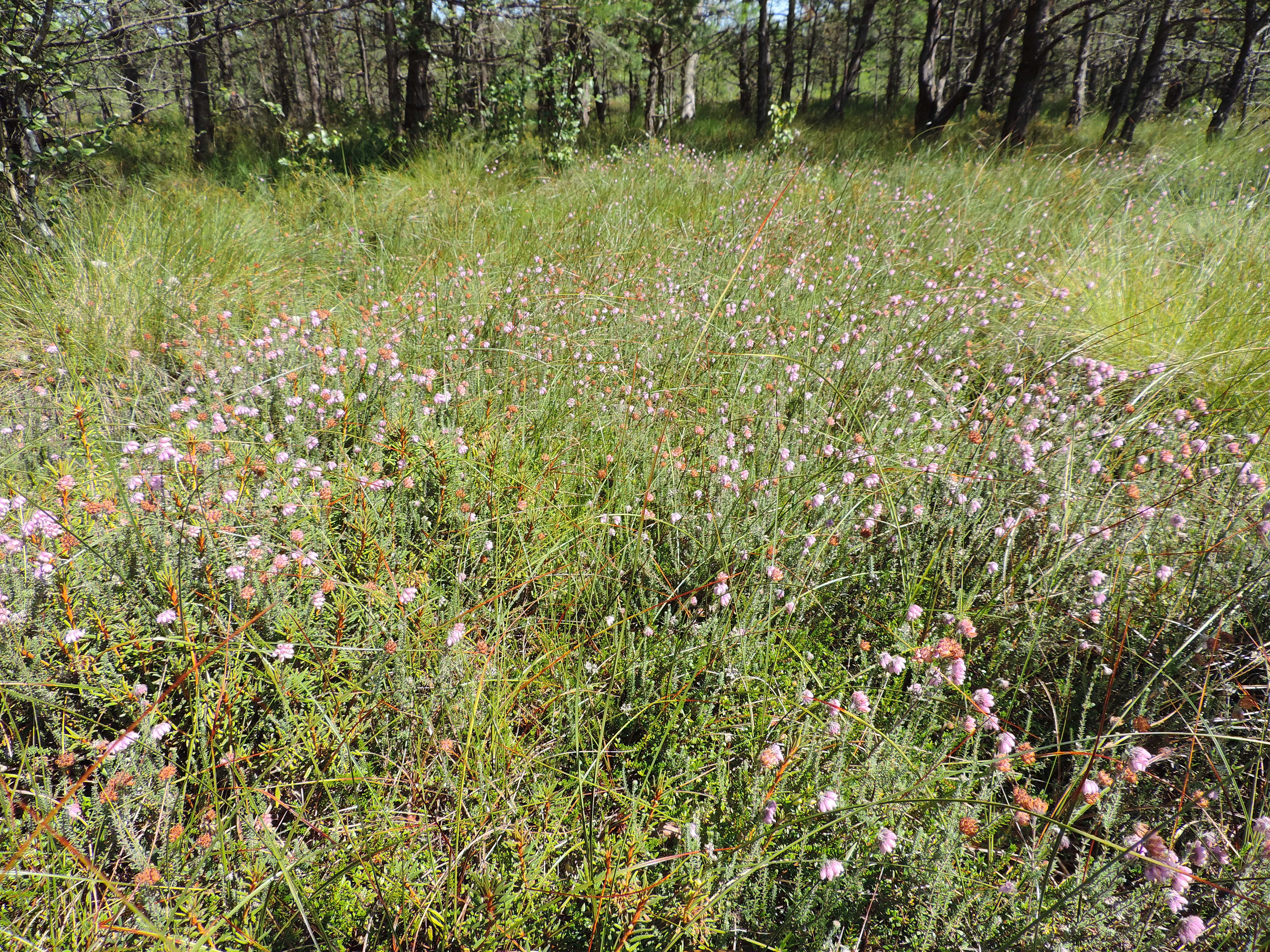
Associatie van gewone dophei